# Catmull–Clark Subdivision Surface

Erste Schritte und Endergebnis der Unterteilung eines Würfels mittels Catmull-Clark

Der Catmull-Clark Algorithmus wird bei Computergrafiken verwendet, um durch Unterteilung (englisch subdivision) von Flächen, gleichmäßig verlaufende Oberflächen (englisch surfaces) zu erstellen.
Der Algorithmus wurde 1978 von Edwin Catmull und James Clark entwickelt. 2005/06 erhielt Edwin Catmull gemeinsam mit Tony DeRose und Jos Stam den Oscar für technische Verdienste für die Erfindung und Entwicklung ihrer Subdivision-Surface-Methode.

## Funktionsweise
Der Catmull-Clark-Algorithmus unterteilt beliebige Polygon-Gitter in Quad-Gitter (Viereck-Polygone). Hierbei wird jedes n-Gon in n Quads unterteilt. So wird beispielsweise ein Dreieck-Polygon in 3 Quads, ein Fünfeck-Polygon in 5 Quads unterteilt. Ist das Ausgangspolygon bereits ein Quad, wird es in 4 weitere Quads unterteilt. Ein wiederholtes Anwenden des Algorithmus führt zu einem immer feineren Mesh. Die Neuberechnung der Positionen der Eckpunkte basiert auf der Gewichtung der alten Eckpunkte.